# Austin Riley
Austin Riley all'anagrafe Michael Austin Riley (Memphis, 2 aprile 1997) è un giocatore di baseball statunitense, terza base per gli Atlanta Braves della Major League Baseball.

## Carriera

### Inizi e Minor League (MiLB)

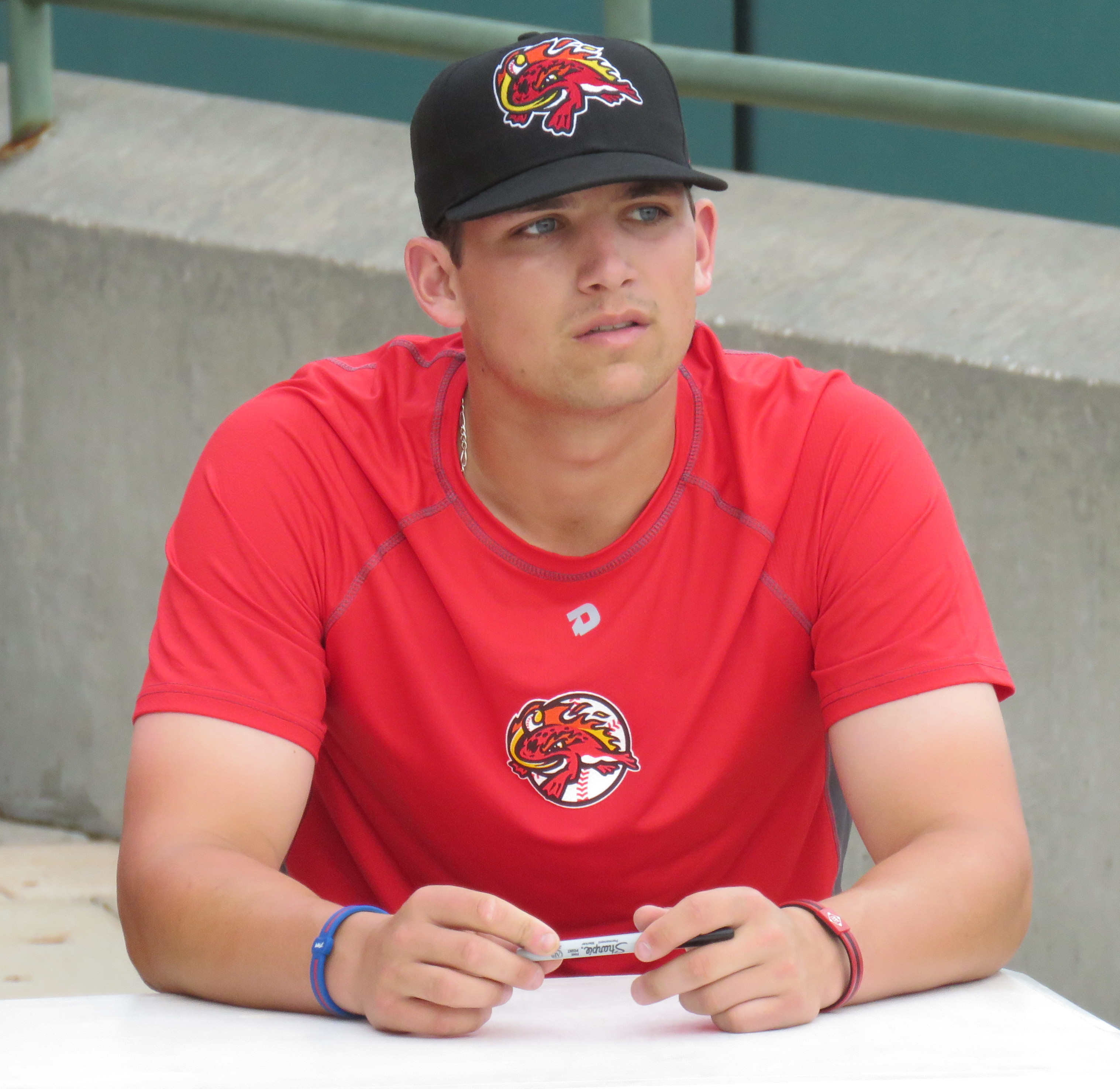
Riley nel 2017

Nato a Memphis nello stato del Tennessee, Riley frequentò la DeSoto Central High School di Southaven nel Mississippi. Entrò nel baseball professionistico quando venne selezionato nel primo turno, come 41ª scelta assoluta del draft MLB 2015, dagli Atlanta Braves. Venne assegnato nello stesso anno nella classe Rookie, dove giocò per l'intera stagione in due squadre diverse. Nel 2016 militò nella classe A. Iniziò la stagione 2017 nella classe A-avanzata ottenendo, il 13 luglio, la promozione nella Doppia-A. Il 7 maggio 2018 venne promosso nella Tripla-A, classe in cui iniziò la stagione 2019.

### Major League (MLB)
Riley debuttò nella MLB il 15 maggio 2019, al SunTrust Park di Atlanta contro i St. Louis Cardinals. Schierato come esterno sinistro titolare, venne eliminato per strikeout nella sua prima apparizione in battuta mentre nel seconda, colpì come sua prima valida, un fuoricampo. Venne sostituito nella parte alta dell'ottavo inning. Il 16 maggio sempre contro i Cardinals, realizzò un doppio e due singoli, mentre il 17 maggio completò la sua prima partita. Il 19 maggio contro i Brewers, venne schierato come terza base disputando l'intera partita, mentre il 20 maggio contro i Giants, ottenne la sua prima base su ball. Grazie alle sue prestazioni, venne nominato esordiente del mese di maggio. L'8 agosto venne inserito nella lista degli infortunati per dieci giorni a causa di un problema al ginocchio destro, subìto il 5 agosto. Venne riassegnato nella minor league a partire dal 22 agosto, a scopo riabilitativo.
Durante la stagione ricoprì principalmente il ruolo di esterno sinistro, giocando inoltre sporadicamente nei ruoli di terza base e prima base. Concluse la stagione con 80 partite disputate nella MLB e 47 nella minor league, di cui 44 nella Tripla-A e 3 nella classe A.
Nella stagione 2020, nonostante le poche partite disputate dalla MLB, Riley migliorò la sua media battuta, battendo .239 rispetto alla media di .226 ottenuta l'anno precedente. In questa stagione giocò principalmente in terza base, disputando meno di una manciata di partite per ciascun ruolo, in prima base e come esterno. Partecipò inoltre per la prima volta al post stagione, colpendo un home run, otto valide complessive e quattro RBI.
Il 23 maggio 2021 venne nominato giocatore della settimana della National League. Durante la stagione regolare apparve in 156 partite nel ruolo di terza base, in 10 come prima base e in una sola occasione come esterno.
Partecipò per il secondo anno consecutivo al post-stagione realizzando un fuoricampo, cinque valide complessive e tre punti nelle Division Series e un fuoricampo e due doppi su cinque valide, più quattro RBI 
e tre punti durante le National League Championship Series. Durante la gara 1 della NLCS, nella parte bassa del nono inning, colpì la valida che consentì a Ozzie Albies di segnare il punto decisivo per la vittoria dell'incontro.
Durante le World Series realizzò tre doppi su otto valide più tre RBI e un punto. In gara 6, Riley realizzò tre valide, tra cui un doppio ed entrò a punto. Al termine della partita divenne campione, con la vittoria degli Atlanta Braves per 4-2 sugli Astros.

## Palmares

### Club
- World Series: 1

Atlanta Braves: 2021

### Individuale
- Silver Slugger Award: 1

2021
- Esordiente del mese: 1

NL: maggio 2019
- Giocatore della settimana: 1

NL: 23 maggio 2021